# Erträgnisaufstellung
Eine Erträgnisaufstellung ist im Bankwesen eine Zusammenstellung aller Kapitalerträge aus Girokonten und Wertpapierdepots eines Kunden bei seinem Kreditinstitut zum 31. Dezember eines jeden Jahres.

## Inhalt
Die Aufstellung erfasst alle Habenzinsen aus Girokonten (Sichteinlagen, Tagesgelder, Termingelder oder Sparkonten) oder Sparbriefen sowie aller in Wertpapierdepots verbuchten Wertpapiere (Dividenden bei Aktien, Zinserträge bei Schuldverschreibungen oder Erträgnisse bei Investmentfonds).
Die Erträgnisaufstellung wird für Zwecke der Besteuerung ausgestellt und ergänzt die Jahressteuerbescheinigung.